# Apocephalus disparicauda
Apocephalus disparicauda är en tvåvingeart som beskrevs av Borgmeier 1962. Apocephalus disparicauda ingår i släktet Apocephalus och familjen puckelflugor. Artens utbredningsområde är Virginia.